# Eubazus punctatus
Eubazus punctatus är en stekelart som först beskrevs av Julius Theodor Christian Ratzeburg 1852.  Eubazus punctatus ingår i släktet Eubazus och familjen bracksteklar. Inga underarter finns listade i Catalogue of Life.